# Kuna (herb szlachecki)
Kuna (Przebendowski, Wilmsdorf, Wilk, Praebendaw) – polski herb szlachecki pochodzenia pruskiego. Herb własny rodziny Przebendowskich.

## Opis herbu
Znanych jest wiele wariantów tego herbu. Opisy zgodnie z klasycznymi zasadami blazonowania.
Przebendowski I i II
Kuna I (Przebendowski I odmienny): W polu złotym kuna ukoronowana wspięta (naturalna lub srebrna) w łapach (lub w pyszczku) trzymająca jabłko królewskie błękitne z krzyżem złotym. Klejnot: nad hełmem w koronie pół kuny jak na tarczy. Labry: czarne, podbite złotem.
Kuna Ia (Przebendowski I odmienny, Prebentow): W polu złotym (srebrnym?) kuna (barwy naturalnej?) siedząca, trzymająca w łapach jabłko królewskie (błękitne, ze złotym krzyżem). Klejnot: nad hełmem w koronie powtórzone godło. Labry: czarne, podbite złotem.
Kuna Ib (Wilmsdorf, Przebendowski I odmienny): W polu złotym kuna (wilk?) wspięta (naturalna) z jabłkiem czerwonym w pysku. Klejnot: nad hełmem w zawoju czerwono-złotym pół takiej samej kuny jak w godle. Labry czerwone, podbite złotem.
Kuna II (Przebendowski II odmienny): W polu czerwonym (także błękitnym) kuna siedząca (także wspięta) złota, na trójwzgórzu zielonym, trzymająca jabłko srebrne z krzyżem złotem. Klejnot: kuna z jabłkiem jak w tarcz. Labry: czerwone, podbite złotem.
Kuna IIa (Przebendowski II odmienny): W polu błękitnym kuna wspięta, ukoronowana, złota, na trójwzgórzu zielonym, trzymająca jabłko srebrne z krzyżem złotym. Klejnot: nad hełmem w koronie pół takiejż kuny wspiętej z jabłkiem. Labry: błękitne, podbite złotem.
Kuna III (Przebendowski odmienny, Prebentow, Wilk): W polu błękitnym wilk wspięty czarny. Klejnot: nad hełmem bez korony pół takiegoż wilka. Labry: błękitne, podbite czarnym.
Kuna IIIa (Przebendowski odmienny, Prebentow, Wilk): W polu złotym wilk wspięty naturalny. Klejnot: nad hełmem bez korony pół takiegoż wilka. Labry: czarne, podbite złotem.
Kuna IIIb (Przebendowski odmienny, Prebentow, Wilk): W polu srebrnym wilk wspięty szary, na wzgórzu zielonym. Klejnot: nad hełmem w zawoju błękitno-złotym pół wilka jak w tarczy. Labry błękitne, podbite złotem.

## Najwcześniejsze wzmianki
Najdawniejszą formą herbu Przebendowskich była ta wyobrażająca wilka (Kuna III). Pieczętować się nim miał Hans von Prebentow, zmarły w 1608 roku. Podobny herb widnieje na mapie Pomorza Lubinusa z 1618 roku. Zwierzę podobne do wilka widnieje także na przedstawieniu herbu Wilmsdorfów (Kuna Ib), gałęzi Przebendowskich z Prus Książęcych z tzw. starego herbarza Siebmachera (1612). Wilka przedstawiono także na innym wczesnym przedstawieniu tego herbu, pochodzącym z prac Dachnowskiego z około 1620 roku (Kuna IIIb). Wilk widnieje prawdopodobnie także na jednym z późniejszych przedstawień, zawartym w herbarzu Bagmihla (Pommersches Wappenbuch, 1854). Późniejsze opisy i wyobrażenia herbu w herbowym zwierzęciu widziały już kunę, nie wilka, zazwyczaj w polu złotym. Takie przedstawienie i opis (Kuna Ia) znalazło się po raz pierwszy u Niesieckiego (Korona polska, 1728). Powtórzone zostało w pracach Emiliana Szeligi-Żernickiego (Der Polnische Adel, 1900, Die polnischen Stammwappen, 1904). Powołując się na Niesieckiego, nieco inny opis i wizerunek (Kuna I) dał Juliusz Karol Ostrowski (Księga herbowa rodów polskich, 1897, 1906). Zbliżony wizerunek (brak korony, pole srebrne) znalazł się w Tablicach odmian herbowych Chrząńskiego. Warianty II i IIb herbu pochodzą z jednego ze starych wydań Siebmachera. Spośród nich tylko wariant II wymieniony został przez Ostrowskiego.

### Legenda herbowa
Według legendy ród Przebendowskich miał się wywodzić z Tracji i za rządów Fryderyka Barbarossy miał osiąść w Niemczech, gdzie otrzymali dobra Wilhelmsdorf od cesarza Ottona. Stamtąd część z nich przeniosła się do Prus, gdzie jeden z nich - Jan Przebendowski sygnował w 1466 r. pokój wieczny między Kazimierzem Jagiellończykiem a Ludwikiem de Erlichausen.

## Herbowni
Jako herb własny herb ten przysługiwał tylko rodzinie Przebendowskich. Jej nazwisko zapisywano na różne sposoby. Pełna lista znajduje się w infoboksie po prawej stronie. W wyniku błędu edytorskiego w Polskiej Encyklopedii Szlacheckiej z herbem tym skojarzono także nazwisko Kuna. Tymczasem błąd ten naprawiono już w erracie do PES, ale mimo to został on powielony przez Tadeusza Gajla.